# Euskal Herriko Alderdi Sozialista
Euskal Herriko Alderdi Sozialista (Partit Socialista del País Basc) (EHAS) va ser el primer partit polític nacionalista basc amb militància a banda i banda dels Pirineus. Es va fundar al novembre de 1975 per antics membre d'Enbata a partir de la fusió de l'Eusko Alderdi Sozialista (Partit Socialista Basc) (EAS) a Hegoalde i d'Herriko Alderdi Sozialista (Partit Socialista Popular) (HAS) a Iparralde. en el qual destacaven algunes personalitats de la cultura i el basc. A Hegoalde va desaparèixer al juliol de 1977 en donar lloc a la creació del nou partit Herri Alderdi Sozialista Iraultzailea (HASI), mentre que a Iparralde es va dissoldre en 1981.

## Ideologia
L'ideari de EHAS era una combinació de comunisme radical amb nacionalisme basc radical, pretenent la creació d'un Estat basc i euskaldun que comprengués tant els territoris del País Basc i Navarra com els territori d'Iparralde. El nou partit va heretar d'EAS una privilegiada aliança amb ETA (m), en la qual EHAS vindria a ser el «front civil», donat el plantejament d'ETA (m) de separar el «polític» del «militar».

## Koordinadora Abertzale Sozialista

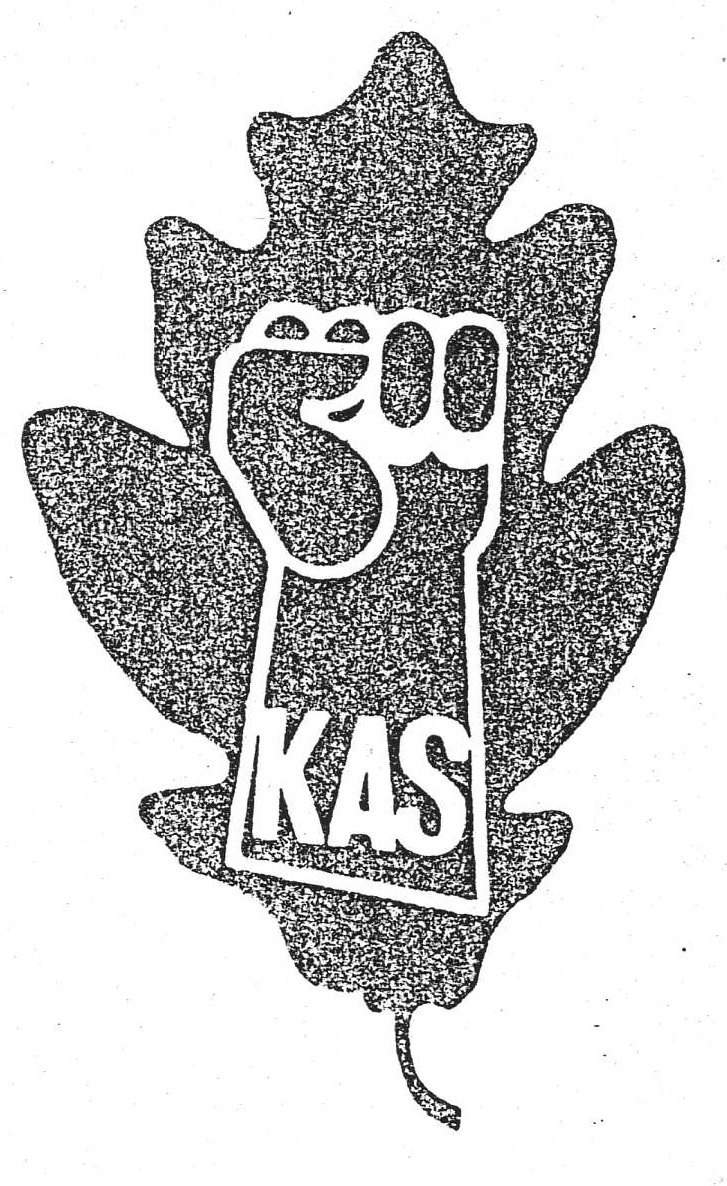
Anagrama de KAS

L'1 d'agost de 1975 havia estat presentada la clandestina Koordinadora Abertzale Sozialista (KAS), promoguda per ETA político-militar (ETA pm), i composta inicialment també pels partits LAIA, EAS i HAS, a més del grupuscle ELI. Més tard s'anirien incorporant el sindicat LAB, la difusa organització de masses Abertzale Sozialista Komiteak i la pròpia ETA militar. Per tant, EHAS va heretar des de la seva fundació la posició que exercien a KAS els seus dos antecessors, i dins d'aquesta era el partit més proper als objectius i metodologia d'ETA (m) i col·laborant amb aquesta en l'enfrontament amb l'altra branca armada.
Fruit del treball en comú de les organitzacions de KAS va ser l'aprovació al juliol de 1976 de la denominada Alternativa KAS, proposta per ETA pm, modificada per EHAS en alguns punts i acceptada per les restants organitzacions de KAS excepte l'organització sindical LAK i un sector de LAIA (pels quals implicava un nivell d'exigència insuficient). La proposta establia les condicions considerades mínimes per KAS perquè les dues branques d'ETA cessessin el que ells denominaven «lluita armada» (assassinats, segrestos, extorsió i altres delictes). L'«Alternativa» va tenir una llarga vida, perquè seria assumida posteriorment per altres organitzacions que en un primer moment la rebutjaven.
EHAS també fou membre d'Euskal Erakunde Herritarra, un efímer organisme que agrupava diverses organitzacions d'esquerra, tant abertzales com d'àmbit estatal, creat al febrer de 1977 davant la imminència de les primeres eleccions democràtiques a Espanya.

## Trajectòria

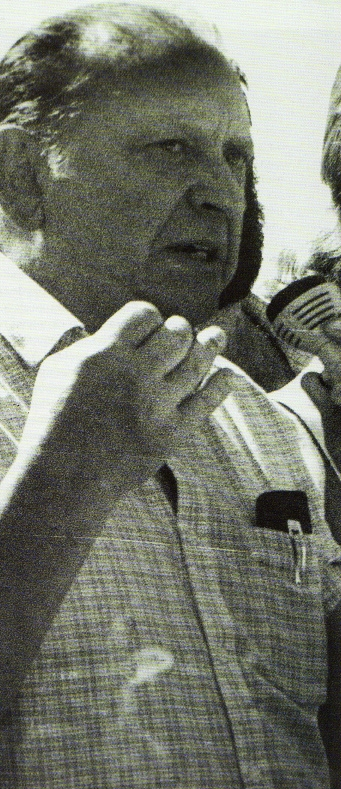
Santiago Brouard va ser un dels més destacats militants de EHAS.

Fou el primer partit polític nacionalista basc amb militància a ambdues bandes del Pirineu. El suport popular del partit a Hegoalde no va ser posat a prova. La seva existència no va arribar a ser legalitzada en cap moment. Va estar a punt de participar en les eleccions generals espanyoles de 1977 integrat en la coalició Euskadiko Ezkerra, però finalment va retirar als seus candidats i va demanar activament l'abstenció, igual que LAIA i la mateixa ETA (m). El 1977 s'integrà en el nou partit Herriko Alderdi Sozialista Iraultzailea (HASI), que el 1978 formà part de la coalició Herri Batasuna (HB).
La secció d'Iparralde fou dirigida per Manex Goyhenetche i va mantenir relacions amb la Unió Democràtica de Bretanya (UDB) Va participar en les eleccions municipals de 1977 amb resultats modests (va aconseguir a la localitat d'Hasparren la seva màxima cota de votants, un 8%). També va participar en les eleccions legislatives de 1978 i en les eleccions cantonals de 1979.